# 元古宙
元古宙（Proterozoic，符号PR），又稱元古代、原生代，是地球地质历史中的第三个宙，也是前寒武纪最晚的一个地质时期。元古宙分为古元古代、中元古代和新元古代三个代，始于同位素年龄25亿年前（2500 Mya）由大氧化事件引起的休伦大冰期，上承太古宙；结束于5.42亿年前（542.0±1.0 Mya）的埃迪卡拉纪末大灭绝，下启显生宙，跨度近20亿年，是四大宙中历时最久的一个。
元古宙的英文名称Proterozoic源自希腊语词根protero-（意思是“更早”）与zoic-（意思是“动物”），因为其是生命史上奠定生物演化方向的重要时期——能屏障紫外线照射地表的臭氧层成形于元古宙，地球历史上对生物圈造成重创并迫使生物多样性彻底大洗牌的两次全球性大冰期（休伦大冰期和成冰纪大冰期）也都发生在这个时期。最早的内共生、真核生物、多细胞生物和有性繁殖以及最早的原虫、藻类和动物也都出现于元古宙。

## 生物
元古宙时期已经发现了许多微生物、原虫、真菌和藻类化石，因此也被称為菌藻时代。
最早的真核生物在古元古代出现，源自大氧化事件后好氧真细菌寄居在厌氧古菌的内膜系统内最终变成线粒体的内共生事件。在中元古代，真核生物再次和被胞吞掉的蓝绿菌发生内共生使其变成叶绿体，能够光合作用的真核生物——原始质体生物（广义上的藻类，特别是绿藻和红藻）也因此出现，并在之后数亿年间逐渐取代了蓝绿菌成为地球生物圈主要的氧气和有机物生产者，直到在显生宙古生代中期才被志留纪—泥盆纪陆地革命中繁盛的陆地植物所取代。
元古宙中期的间冰期因为环境普遍硫化缺氧导致整整十亿年间生物演化速度迟缓，但仍出现了最早的多细胞生物和有性繁殖以及最原始的多孔动物（海绵）。在成冰纪大冰期消退后，元古宙末期的埃迪卡拉纪出现大量软体多细胞生物并发生演化辐射，同时也出现了最早的刺胞动物、扁盘动物和两侧对称动物（包括已灭绝的前分节动物和原始的软体动物、环节动物、泛节肢动物和棘皮动物），但元古宙的这些软体生物都不具有能形成化石的矿化骨骼，因此只留下少量模铸化石和遗迹化石。这也使得后世的古生物学界曾一度错误的认为前寒武纪没有复杂生物存在。

## 大气
元古宙早期的大气因为大氧化事件开始有游离态氧气出现，但在地表还原剂物质（如亚铁、硫等）被氧化耗尽之前，氧气的占比几乎可以忽略不计。在23亿年前条状铁层沉积停止后，大气中氧气含量也仅为0.1%~0.2%（即现今浓度的0.5%~1%）。休伦冰河期结束后，地球进入了一个气候地质稳定但硫化缺氧的十亿年时期，直到8.5亿年前因为可固氮的蓝绿菌和更能适应严酷环境的原始质体生物（绿藻和红藻等）开始繁盛，大气中含氧量才真正开始不断稳固爬升，在元古宙末期达到1%~2%（约现今水平的10%），史称新元古代氧化事件。大气中游离氧气的提升也使其较不稳定的三原子同素异构体——臭氧得以在平流层底部长期存在，最终形成了可以屏蔽高能紫外线电离辐射（UVB和UVC）的臭氧层。
因为游离氧气与大气甲烷的自发氧化反应和不间断的光合固碳移除二氧化碳都大大减弱了温室效应，加上太阳辐射和地热活动波动的影响，元古宙在早期和后期都发生了全球性的大冰期，世界各地（包括赤道）都发现了冰川遗迹。元古宙早期古元古代的成铁纪和层侵纪有历时三亿年的休伦冰河期，而元古宙后期的新元古代至少有四次大的冰期，即成冰纪的斯图尔特冰期、马林诺冰期和埃迪卡拉纪的噶斯奇厄斯冰期、拜科努尔冰期，其中至少前两者是全球性的大冰期，且因其间隔很短所以合称为“雪球地球事件”。

## 地质
元古宙也曾发生广泛的地壳运动，在前期是地球主要的造山时期，现代大陆地壳的43%都形成于元古宙，相比之下39%形成于太古宙，仅18%形成于显生宙。对花岗岩放射性定年表明，元古宙有五次大陆增生时期，但规模一次比一次小。
元古宙开始了超大陆旋回，前半时间占支配地位的是哥伦比亚超大陆，形成于20亿至18亿年前，在13亿年前解体。在中国北方为呂梁構造期。罗迪尼亚超大陆存在于新元古代（11.5亿到7亿年前），以劳亚大陆（今北美大陆）为核心，格林威尔造山运动形成了阿巴拉契亚山脉。
元古宙时期的地层中蕴藏有丰富的铁矿、铜矿和稀土金属矿物，地层比较完整，较少变质，陆间海沉积分布广泛。

## 附註
1. ↑  . flickr (photo album).

## 外部連結
- 地質年代